# Brama Kobylańska

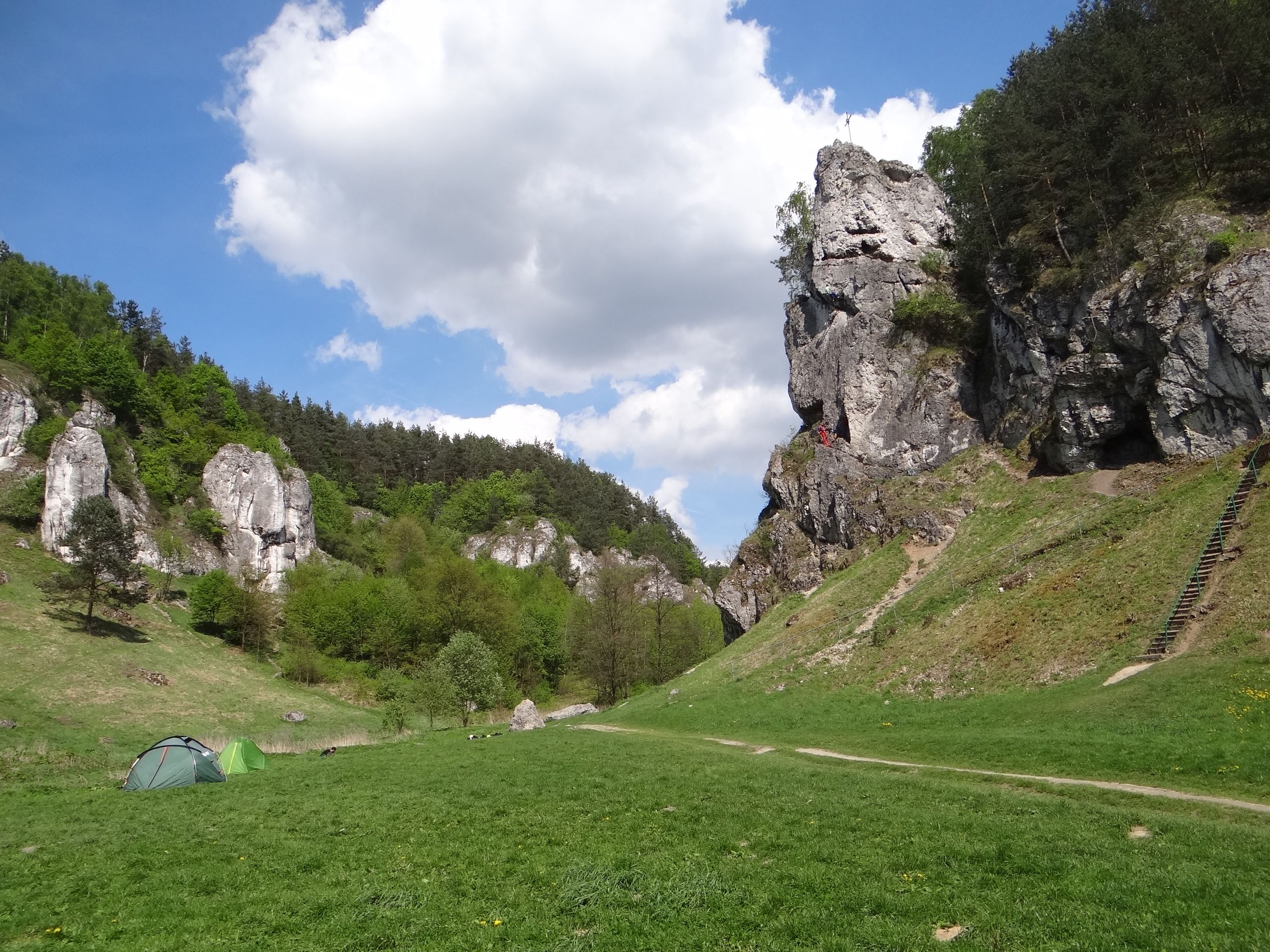
Brama Kobylańska od południa

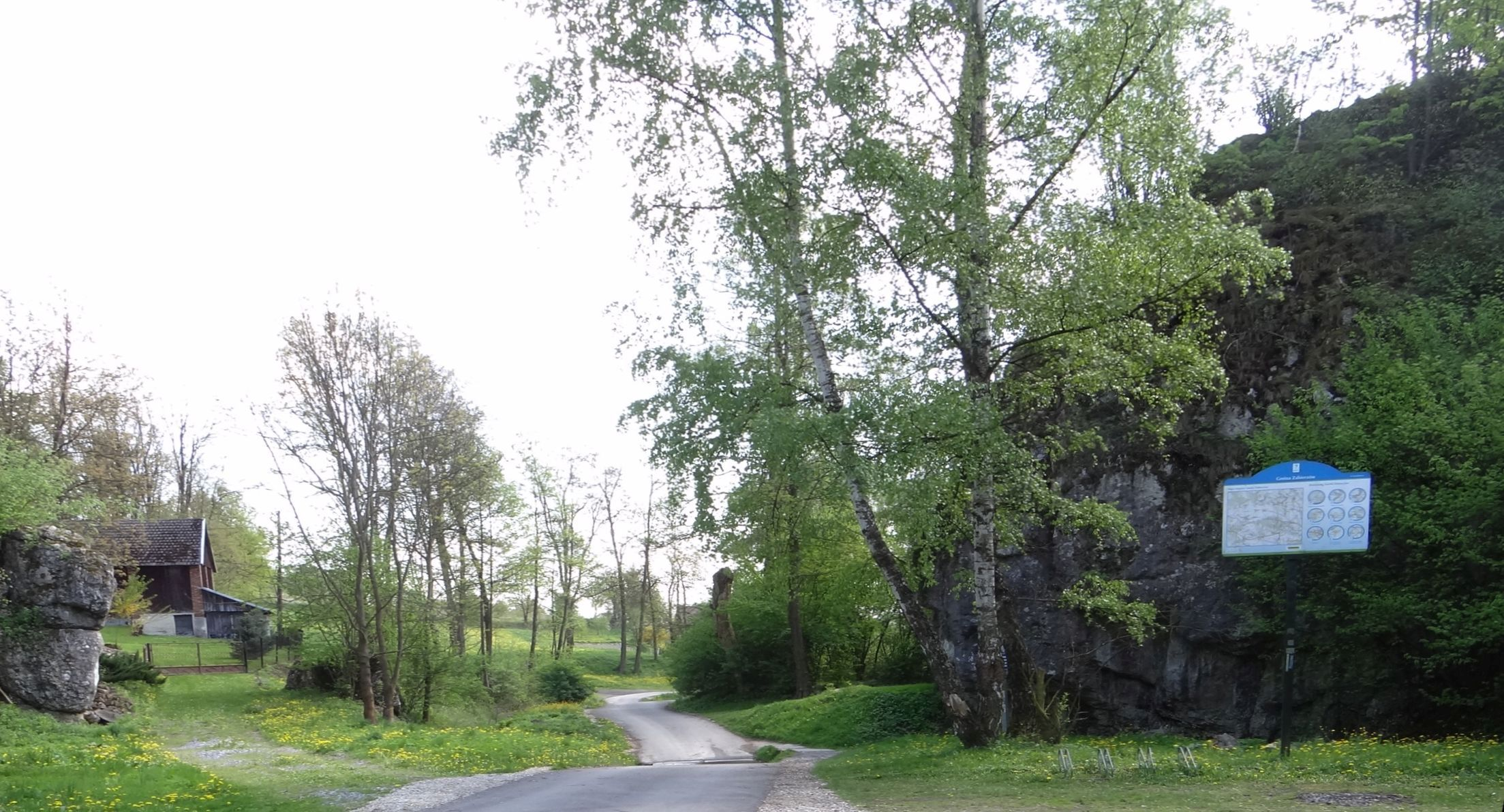
Brama Kobylańska

Brama Kobylańska – obustronnie obramowane skałami zwężenie Doliny Kobylańskiej na Wyżynie Krakowsko-Częstochowskiej. Od zachodniej strony bramę tworzy Mała Płyta, od wschodniej dużo wyższy Żabi Koń. Odległość między obydwoma skałami wynosi około 40 m. Zarówno po północnej, jak i południowej stronie zwężenia na dnie doliny znajduje się trawiaste i płaskie rozszerzenie. Wypływa na nim Źródło św. Antoniego.
Tego typu skalne zwężenia dna doliny określa się nazwą skalna brama. Nie jest to jedyna taka brama na Dolinie Kobylańskiej. W wylocie doliny znajduje się druga brama skalna między Ponad Gnój Turnią i dużo mniejszą, bezimienną skałą na przeciwległych zboczach. Tutaj dno doliny jest całkowicie płaskie, a jego szerokość wynosi jeszcze mniej, niż w Bramie Kobylańskiej – około 30 m.